# Josef Váchal

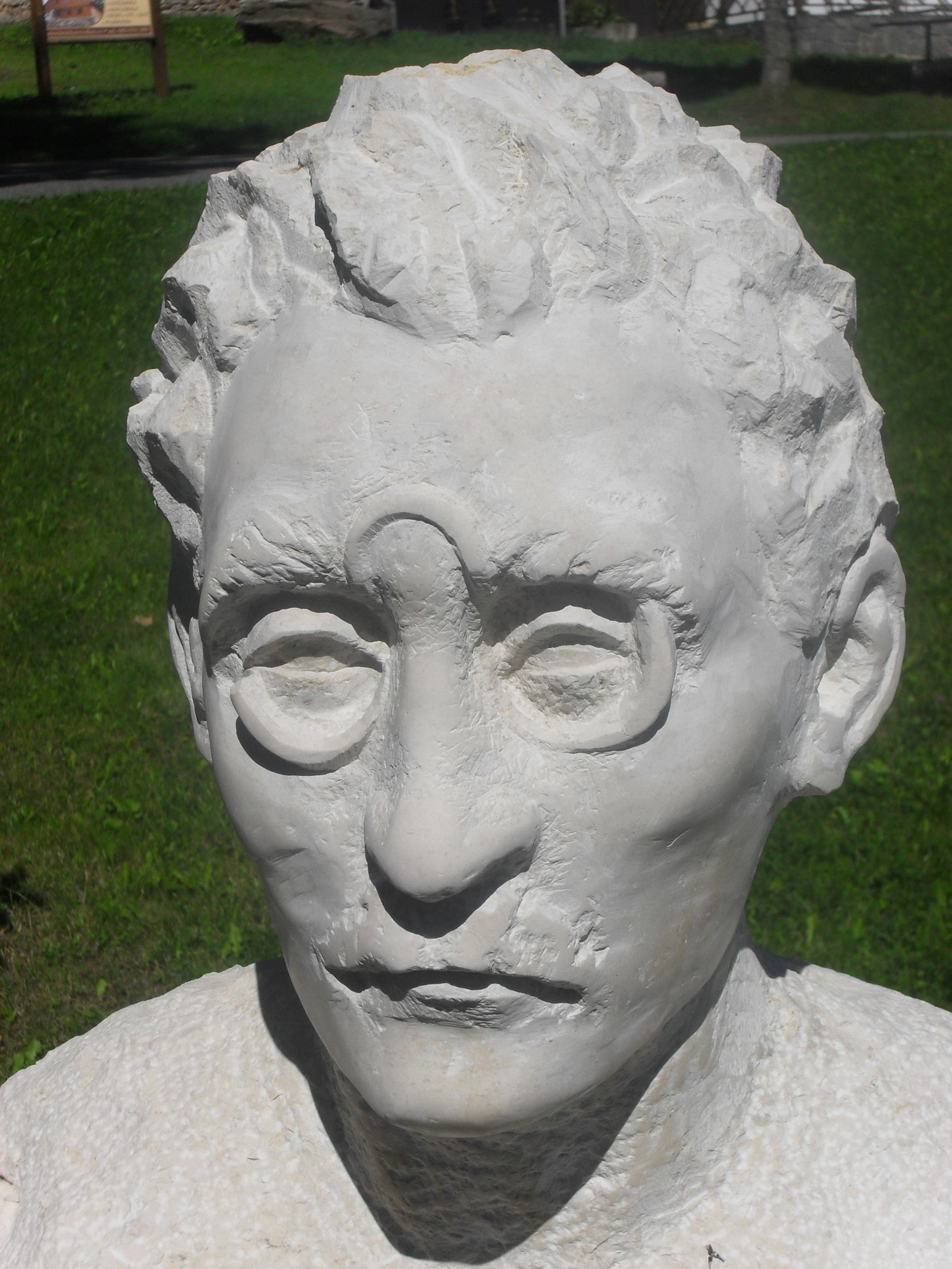
Brustbild (Prášily)

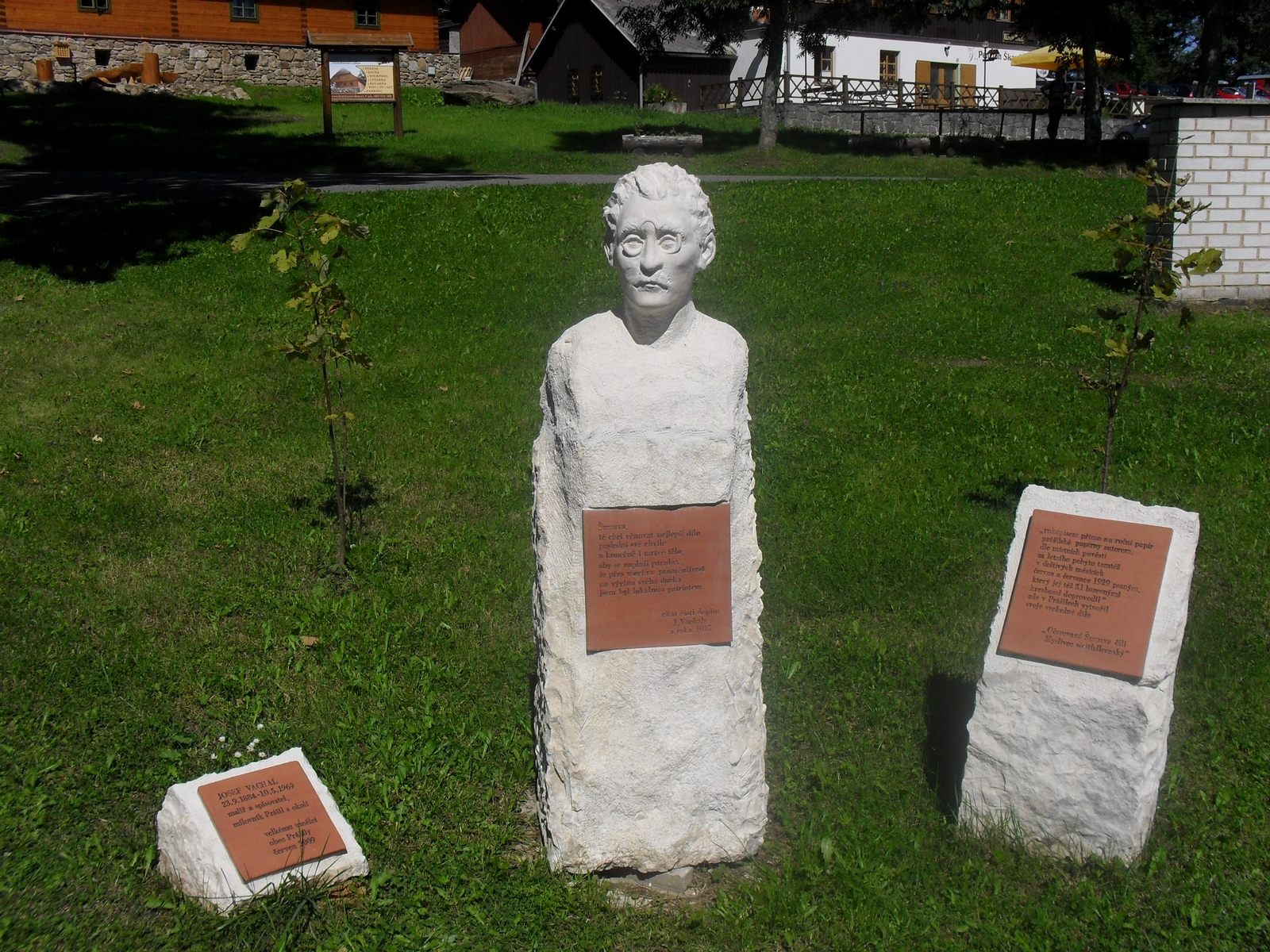
Denkmal

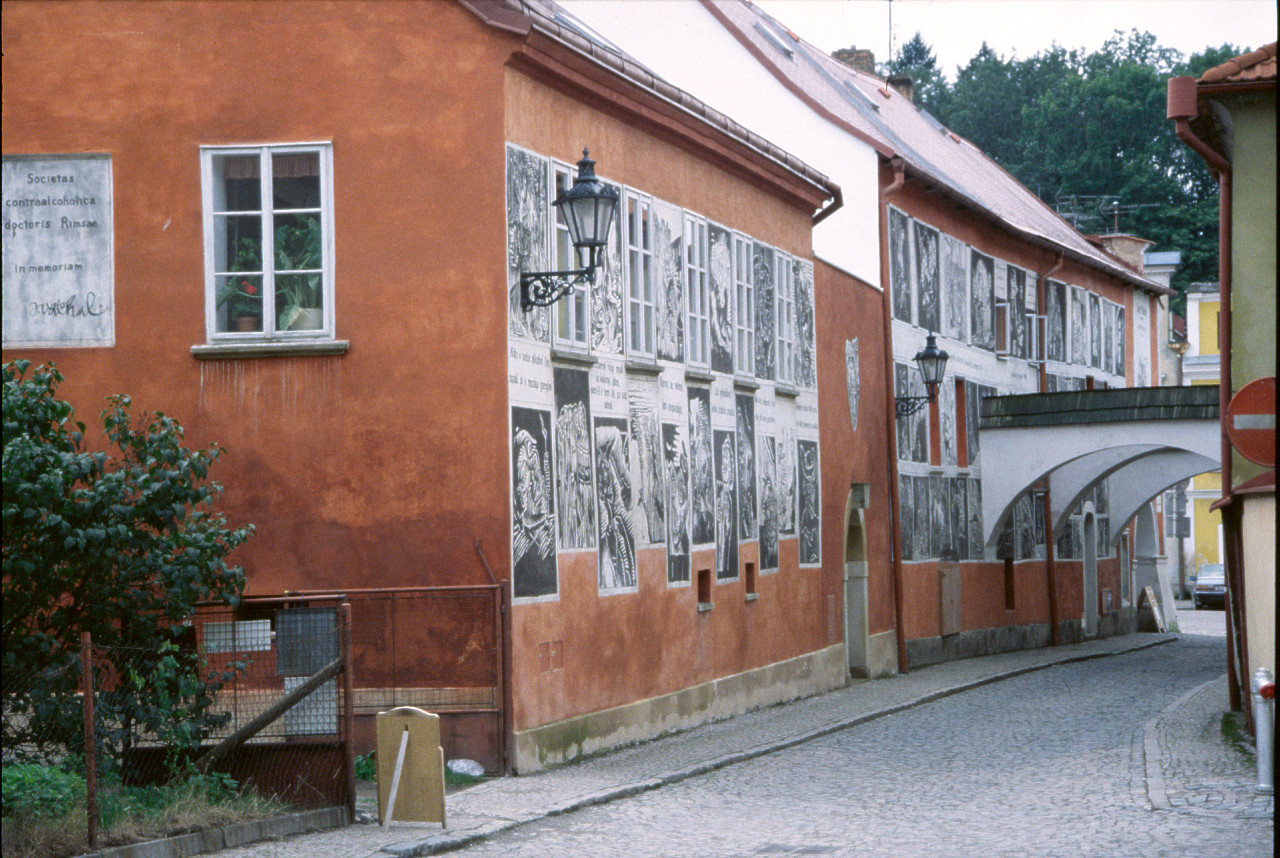
Fassadenschmuck nach Váchals Grafiken in der Josef-Váchal-Straße in Litomyšl

Josef Váchal (* 23. September 1884 in Milavče; † 10. Mai 1969 in Studeňany) war ein tschechoslowakischer Schriftsteller, Maler, Graphiker und Buchdrucker, Erfinder neuer Techniken des Farbholzschnitts.

## Leben
Váchal war der uneheliche Sohn von Josef Aleš-Lyžec und Anna Váchalová. Erzogen wurde er von seinen Großeltern, Jan Aleš und Jana Alešová, in Písek. Hier besuchte er das Gymnasium, von dem er jedoch ohne Abschluss abging. 1898 zog Váchal nach Prag, wo er sich zum Buchbinder ausbilden ließ und mit dem Cousin seines Vaters, dem Maler Mikoláš Aleš, Freundschaft schloss. Dieser empfahl ihn in die Malschule von Alois Kalvoda, die Váchal im Jahr 1904 besuchte.
Seit dem Jahr 1903 verkehrte Váchal in theosophischen und spiritistischen Kreisen um Karl Weinfurter, nahm diese jedoch mit Humor. Er befasste sich auch mit dem Satanismus und zugleich mit der Biologie und nahm an Projekten von Edward Babák teil, zum Beispiel an dessen Dokumentarfilm Život mrtvé žáby (Das Leben des toten Froschs, Österreich-Ungarn 1912). 1908 kaufte er sich mit dem Erbe seiner verstorbenen Großmutter seine erste Druckpresse und arbeitete mit der von Emil Pacovský herausgegebenen katholischen Revue Meditace (Meditation) zusammen. 1911 beteiligte er sich an der Gründung der vom Symbolismus und katholischen Mystizismus geprägten Künstlergruppe Sursum (bekannte Mitglieder waren etwa Jan Zrzavý und Jan Konůpek), die allerdings nur bis 1912 bestand. In dieselbe Zeit fällt auch Váchals kurze, aber intensive Freundschaft mit dem Schriftsteller Jakub Deml. Seit der Auflösung der Gruppe Sursum war Váchal Einzelgänger und musste ohne Unterstützung bedeutender Kunstkritiker auskommen.
1913 heiratete Váchal Marie Pešulová. Von 1916 bis 1918 diente er an der italienischen Front und malte am Isonzo eine Kirche aus. Nach dem Ersten Weltkrieg engagierte er sich in der Sozialdemokratie, kam aber mit ihrem Wesen als Massenbewegung nicht zurecht. 1922 starb seine Frau Marie nach langer Lungenkrankheit, wofür er sich selbst die Schuld gab, da er seit 1920 eine leidenschaftliche Affäre mit seiner (fast gleichaltrigen) Schülerin, der Grafikerin Anna Macková hatte. Macková und Váchal heirateten nie, blieben aber bis zu ihrem fast gleichzeitigen Tod ein Paar.
Váchals produktivste Phase waren die 1920er und 1930er Jahre, als er, von Anna Macková finanziell unterstützt, immer aufwändigere bibliophile Drucke in immer niedrigeren Auflagen schuf und genug regelmäßige Abnehmer hatte, um diese extrem teuren Bücher auch verkaufen zu können. Zu diesen Abnehmern gehörte unter anderen der Beamte aus Litomyšl Josef Portman, dessen Traum es war, für Váchal ein Museum zu gründen, und der sich von Váchal daher nach und nach sein ganzes Haus ausgestalten ließ (s. u.). 1927 beteiligte sich Váchal an einer internationalen Ausstellung in Leipzig, 1928 an der Pressa in Köln und erhielt im selben Jahr eine Auszeichnung an der Buchmesse in Florenz. Von diesen Erfolgen beflügelt kaufte Váchal neue Druckmaschinen und bereitete sich nach und nach auf eine Reihe großer Einzelausstellungen in der Tschechoslowakei vor, die ihm zum Durchbruch verhelfen sollten. Die Ausstellungen in Prag, Brünn und Hradec Králové waren ohne Unterstützung der Kunstkritik ein Flop. Váchal war finanziell erschöpft, musste seine Maschinen verkaufen und zog sich höchst verbittert und hasserfüllt mit Anna Macková auf den Bauernhof ihrer Eltern im Dorf Studeňany westlich von Valdice zurück.
Der Hof wurde im Rahmen der Zwangskollektivisierungen nach dem Zweiten Weltkrieg enteignet. Váchal und Macková hatten nur noch eine kleine Handpresse zur Verfügung, Váchal wurde eine ehemalige Abstellkammer als Wohnung zugeteilt. Er verfasste handschriftliche Romane, die er brieflich an seine Freunde als Dank für Lebensmittelspenden verschickte. Váchals Exil im unbedeutenden Studeňany ist es immerhin zu verdanken, dass er sowohl den Krieg als auch die stalinistischen Schauprozesse der Nachkriegszeit unbemerkt überlebte. Er war nämlich strikter Antikommunist und Antinationalist und hatte zudem in den Kriegsjahren aus Zorn auf die ihn ablehnende tschechoslowakische Gesellschaft Satan beschwört und ihn um Rache gebeten: In diesem beschworenen Satan sah er Adolf Hitler.
In der Zeit der politischen Öffnung der 1960er Jahre stieg das Interesse an Váchal, und Anna Macková organisierte kleine Ausstellungen für ihn. Einen Tag nach dem Tod Annas und fünf Tage vor seinem eigenen Tod wurde er von der tschechoslowakischen Regierung auf seinem Sterbebett am 5. Mai 1969 für sein Lebenswerk als „Verdienter Künstler“ („Zasloužilý umělec“) ausgezeichnet. Das war ein eher niedriger Ehrentitel ohne finanzielle Absicherung, der im Schatten der hohen Auszeichnung als Volkskünstler stand. Bedeutend war die Auszeichnung für Váchals Nachwirkung aber insofern, als dadurch im Jahr 1970 sein Werk Der blutige Roman publiziert werden konnte, durch das er in der breiteren Gesellschaft bekannt geworden ist (s. u. unter Nachwirkung).
Váchal wurde im Dorf Radim bei Jičín in Ostböhmen beigesetzt.

## Werk
Allein was die Buchproduktion (ob gedruckt oder handschriftlich) anbelangt, hinterließ Váchal über 300 höchst unterschiedliche Werke. Außerdem betätigte er sich als Drucker von Exlibris, als Maler und Bildhauer. Seine Leidenschaft galt jedenfalls vor allem dem Buchdruck und dem Holzschnitt. Mithilfe alter Handbücher und eigener Erfahrung perfektionierte er alte Techniken des Holzschnitts und erfand neue, unter anderem ein Verfahren der Imprägnierung des Druckstocks, die das Holz an verschiedenen Stellen unterschiedlich saugfähig macht und somit unzählige Farbschattierungen erlaubt. Außerdem experimentierte Váchal mit Druckstöcken unterschiedlichen Materials und baute sich selbst diverse Werkzeuge, die zahnärztlichen Bohrern glichen. Seine Techniken, etwa zur Adaptierung von Photographien zu Graphiken, demonstrierte Váchal in seiner monumentalsten Sammlung von großformatigen Farbholzschnitten, dem Werk Böhmerwald, sterbend und romantisch (Šumava umírající a romantická, 1931). Genauer führte er seine Techniken im Rezeptbuch des Farbholzschnitts (Receptář barevného dřevorytu, 1934) aus. Als wichtige Quelle diente ihm in dieser Feinarbeit ein handschriftliches Handbuch einer österreichischen Druckwerkstatt, das er in seiner Verbitterung im Jahr 1952 verbrannt hat, weil er fand, dass die Menschheit es nicht wert war, etwas so Wertvolles in die Finger zu bekommen. Ab der zweiten Hälfte der 1920er Jahre schnitt und goss er auch seine eigenen Lettern. Für seine ersten Bücher schnitzte er auch den Text auf mittelalterliche Art in Holzplatten.
Während sowohl die tschechische künstlerische Avantgarde als auch der Mainstream sich schon seit dem Beginn des 20. Jahrhunderts von der französischen Kunst inspirieren ließen, entlarvte Váchal diese Bemühungen früh als plumpen Versuch, eine nationale Kunst nach dem Vorbild des ferneren Auslands zu erschaffen, um sich vom Einfluss der mitteleuropäischen, deutschsprachigen Nachbarn und Österreich-Ungarns zu lösen. Massenbewegungen und Moden gegenüber war er skeptisch eingestellt und orientierte sich, vermutlich als einziger tschechischer Künstler der Zeit, weiterhin nach Österreich und Deutschland.
Was seinen Stil anbelangt, so ist bei Váchal ein besonderer Eklektizismus zu erkennen. Kubistisch malte er etwa den Teufel, abstrakte Kompositionen (vergleichbar etwa mit František Kupka) wandte er an, wenn er die Eindrücke seiner biologischen Forschung und des Mikroskopierens verarbeitete. Und in seinem Nachruf auf seine Frau Marie nahm er die Pop-Art vorweg, indem er den ganzen Band In memoriam Marie Váchalové (In memoriam M. Váchalová, 1923) mit Reproduktionen ihres Gesichts auf dem Totenbett füllte, die jeweils in eine andere Aura gehüllt sind. Den Blutigen Roman (Krvavý román, 1924) illustrierte er auf expressionistische Weise, weil er fand, dass die Illustrationen der alten Kolportageromane den Expressionismus vorweggenommen hätten. Váchal ahmte also nicht einfach Moden nach, sondern adaptierte und entwickelte verschiedene Stile, je nachdem, welchen Inhalt er ausdrücken wollte.
Paradox ist Váchals Werk insofern, als er in all seinem Perfektionismus auch vermeintlich niedrige Genres wie das Krämerlied oder den Kolportageroman bewunderte und auch ihre Ungenauigkeiten als Inspirationsquelle für sinnbildende Assoziationen ansah. Somit ergab sich, dass er extrem teure bibliophile Ausgaben druckte, die auf seine Zeitgenossen aber zum Teil wie rückwärtsgewandte Nachahmungen billigen Schunds wirken mussten.

## Nachwirkung undDer blutige Roman
Durch die Herausgabe von Váchals Werk Der blutige Roman (Krvavý román, 1924) als zensuriertes Faksimile im Jahr 1970 wurde Váchal einer breiteren Öffentlichkeit bekannt. Allerdings geschah es nach der Niederschlagung des Prager Frühlings durch die Sowjetunion, also in der Zeit höchster politischer Repression und das Buch wurde auch umgehend wieder verboten. Auf eine Gruppe von Studenten entfaltete dieses Werk aber eine solche Wirkung, dass sie eine Gesellschaft zur Erforschung dieses Romans gründeten, die Societas contraaloholica Doctoris Řimsae, benannt nach einer der Hauptpersonen des Romans, dem Antialkoholiker Dr. Řimsa, der auf der realen Person Jan Šimsa beruht. Nach der Wende 1989 gründeten die Mitglieder dieser Gesellschaft, darunter Ladislav Horáček, den Verlag Paseka, der auch nach einer Figur aus dem Blutigen Roman, einem Alter Ego Váchals, benannt ist. Die erste Publikation dieses Verlags war 1990 Der blutige Roman Váchals, der auf Anhieb zu einem Bestseller wurde. Der Verlag Paseka kaufte daraufhin das inzwischen verfallene Haus des Váchal-Sammlers Josef Portman in Litomyšl, das Váchal komplett mit Wandmalereien ausgeschmückt hatte, und restaurierte es. Im Jahr 1993 wurde dieses von Josef Portman in den 1920er Jahren als Váchal-Museum intendierte Haus unter dem Namen Portmoneum (wieder nach dem Vorbild des Blutigen Romans) eröffnet.
Der blutige Roman wurde zweimal verfilmt. Zuerst unter der Regie von Ladislav Horáček als Amateurstreifen im Lauf der 1980er und 1990er Jahre, dann professionell von Jaroslav Brabec (1993). In Litomyšl wurde eine Gasse nach Váchal benannt, ihre Hausfassaden wurden mit Vergrößerungen der Illustrationen zum Blutigen Roman verziert.
Im Lauf der Jahre wurde Váchal wiederentdeckt, es gab zahlreiche Publikationen zu seinem Leben, seine Tagebücher und Erinnerungen, die viele Informationen etwa zur okkultistischen Szene um 1910 bieten, wurden ediert. Nach und nach werden seine Bücher als Faksimile herausgegeben. Im Jahr 2014 fanden gleichzeitig in Pilsen und Prag zwei große, von Marie Rakušanová kuratierte Ausstellungen statt, die sich Váchals bildnerischem (Pilsen) und buchdruckerischem (Prag) Schaffen widmeten. Beide Ausstellungen wurden von groß angelegten Monographien von Marie Rakušanová ergänzt.
Váchals populärstes Werk Der blutige Roman wurde inzwischen ins Russische (2005), Französische (2007) und Deutsche (2019) übersetzt. Die deutsche Übersetzung von Ondřej Cikán beinhaltet den überhaupt ersten ausführlichen Kommentar des Romans zu literarischen und autobiographischen Anspielungen, zu Realien sowie zu verborgenen inhaltlichen und graphischen Pointen.

## Werke in Buchform (Auswahl)
- Vidění sedmera dnů a planet etc. [Vision von sieben Tagen und Planeten etc.], 1910, 50 Stück.
- Přepěkné čtenj o gasnowidném Wawřincovi etc. [Wunderhübsche Lectüre über den hellseherischen Laurentius etc.], 1910, 100 Stück; 1916, 1921, 1922 je ein Stück.
- Pjseň strašlivá o bezpříkladném mravů zplundrování etc. [Schreckliches Lied von der beispiellosen Verderbnus der Sitten etc.], 1913, 10 Stück.
- Mystikové a vizionáři etc. [Mystiker und Visionäre etc.], 1913, 50 Stück.
- Nový pekelný žaltář etc. [Der neue Höllen-Psalter etc.], 1913, 100 Stück.
- Paměti etc. [Erinnerungen etc.], 1903–1916, handschriftlich 1 Stück.
- Paměti pro Josefa Portmana [Erinnerungen für Josef Portman], 1919–1920, handschriftlich 1 Stück.
- Dokonalá magie budoucnosti etc. [Perfekte Magie der Zukunft etc.], 1922, 18 Stück.
- Mystika čichu [Mystik des Geruchsinns], 1920, 10 Stück; 1922, 1 Stück.
- Nový kalendář tolerancý etc. [Neuer Kalender der Toleranzen etc.], 1922, 25 Stück.
- In memoriam Marie Váchalové etc. [In memoriam Marie Váchalová etc.], 1923, 25 Stück, davon 8 vollständig.
- Ďáblova zahrádka aneb Přírodopis strašidel etc. [Gärtchen des Teufels oder Gespensternaturkunde etc.], 1924, 17 Stück.
- Krvavý román [Der blutige Roman], 1924, 17 Stück.
- Koruna bludařstva to jest: Postyla Kacířská [Krone des Irrglaubens, das ist: Die Ketzerpostille], 1926, 16 Stück.
- Mor v Korčule [Pest auf Korčula], 1927, 18 Stück.
- Malíř na frontě. Soča a Italie 1917-18 [Maler an der Front. Isonzo und Italien 1917-18], 1929, 457 Stück.
- Šumava umírající a romantická [Böhmerwald sterbend und romantisch], 1931, 11 Stück.
- Orbis pictus etc., 1932, 25 Stück.
- Christian Heinrich Spieß, 1933, 15 Stück.
- Receptář barevného dřevorytu [Rezeptbuch des Farbholzschnitts], 1934, 7 Stück.
- Fragonard Paseka, zčeštil Mistr Vršovický, Josefa Váchala Krvavý román etc. [Fragonard Paseka, übersetzt von Meister aus Werschowitz: Josef Váchals blutiger Roman etc.], 1935, handschriftlich 1 Stück.
- Tajnosti sanatoria etc. [Mysterien des Sanatoriums etc.], 1940–1943, handschriftlich 1 Stück.
- Pekla zplozenec etc. [Ausgeburt der Hölle etc.], 1948, handschriftlich 1 Stück.
- Robinson mohelnský [Robinson aus Mohelno], 1955, handschriftlich 1 Stück.
- Živant a umrlanti [Der Lebemann und die Untoten], 1956, handschriftlich 1 Stück.
- Čarodějnice holešovická neboli Vězeň v bolševickém hradě [Die Hexe von Holešovice oder Der Gefangene im Bolschewistenschloss], 1959, handschriftlich 1 Stück.

## Postume Neuausgaben, oft als Faksimile (Auswahl)
- Krvavý román [Der blutige Roman], Hradec Králové zensuriert 1970; Prag 1990; Prag 2011.
- Nový kalendář tolerancý etc. [Neuer Kalender der Toleranzen etc.], Wien 1984; Prag privat 1985; Prag 1990.
- Orbis pictus etc. [Orbis pictus etc.], Prag privat 1985; Prag 1991.
- Přepěkné čtenj o gasnowidném Wawřincovi etc. [Wunderhübsche Lectüre über den hellseherischen Laurentius etc.], Prag 1991.
- Ďáblova zahrádka aneb Přírodopis strašidel etc. [Gärtchen des Teufels oder Gespensternaturkunde etc.], Prag 1992; Litomyšl 2011.
- Nový pekelný žaltář etc. [Der neue Höllen-Psalter etc.], Prag 1992.
- Paměti [Erinnerungen], hg. von Milan Drápala, Prag 1995.
- Živant a umrlanti [Der Lebemann und die Untoten], hg. von Blanka Stehlíková, Prag/Litomyšl 1995.
- Malíř na frontě etc. [Maler an der Front etc.], Prag/Litomyšl 1996.
- Dokonalá magie budoucnosti etc. [Perfekte Magie der Zukunft etc.], Prag 1997.
- Deníky. Výbor z let 1922–1964 [Tagebücher, Auswahl aus den Jahren 1922–1964], hg. von Jiří Olič, Prag 1998.
- Vidění sedmera dnů a planet etc. [Vision von sieben Tagen und Planeten etc.], Prag 1998.
- Mystika čichu [Mystik des Geruchsinns], Prag/Litomyšl 1999 und 2008.
- Šumava umírající a romantická [Böhmerwald sterbend und romantisch], České Budějovice 2007; Prag/Litomyšl 2008 mit einer Sonderausgabe in Originalgröße.
- Vážený pane Tři B! Vzájemná korespondence Josefa Váchala a Bedřicha Beneše Buchlovana [Sehr geehrter Herr Drei B! Korrespondenz mit Bedřich Beneš Buchlovan], hg. von Zuzana Zadrobílková, Prag 2009.
- In memoriam Marie Váchalové [In memoriam Marie Váchalová], Prag/Litomyšl 2014.
- Paměti pro Josefa Portmana [Erinnerungen für Josef Portman], hg. von Zuzana Zadrobílková, Prag 2014.
- Až do hrobu tmavýho [Bis ins dunkle Grab – Korrespondenz mit Josef Hodek], hg. von Hana Klínková, Prag 2014.

## Übersetzung ins Deutsche
- Der blutige Roman – Versuch um den Typus des idealen Schundromans, übers. und kommentiert von Ondřej Cikán, Wien/Prag 2019.